# VTV (телеканал, Словакия)
VTV или Vaša Televízia (со словац. — «Ваше телевидение») — второй в истории Словакии частный спутниковый телеканал, вещавший с 1995 по 2000 годы.

## История
Лицензия на вещание каналу была выдана 24 ноября 1993. 22 апреля 1995 началось его вещание в кабельных сетях и при помощи спутника Eutelsat 2F2 (10° в.д.). В 1990-е годы он был главным конкурентом другого словацкого телеканала, TV Markiza, однако по причине огромного количества долгов проигрывал конкуренцию и был близок к закрытию.
В 1998 году 51% акций телеканала перешёл в руки Владимира Поора, владельца сети TV Plus, и в сентябре месяце произошёл перезапуск канала в новом формате: в сетку вещания вошли иностранные программы и сериалы (преимущественно немецкого производства), а также расширилась реклама. Были планы по переходу на круглосуточное вещание. Однако в ноябре 1999 года из-за долгов телекомпании время вещания сузилось до прайм-тайма, а попытки гендиректора Татьяны Гельдовой найти спонсоров оказались безуспешными. В январе 2000 года канал прекратил вещание.